# Culinária das Seicheles

A localização de Seicheles

A cozinha seichelense é a culinária da República das Seicheles, um país insular com 115 ilhas.  O peixe desempenha um papel importante na culinária do país devido à sua localização no Oceano Índico. A cozinha das Seicheles foi influenciada pelas cozinhas africana, britânica, francesa, espanhola, indiana e chinesa.
O uso de especiarias como gengibre, capim-limão, coentro e tamarindo é um componente significativo da culinária das Seicheles. Peixe fresco e frutas são vendidos por vendedores ambulantes em vários lugares.

## Comidas e pratos comuns

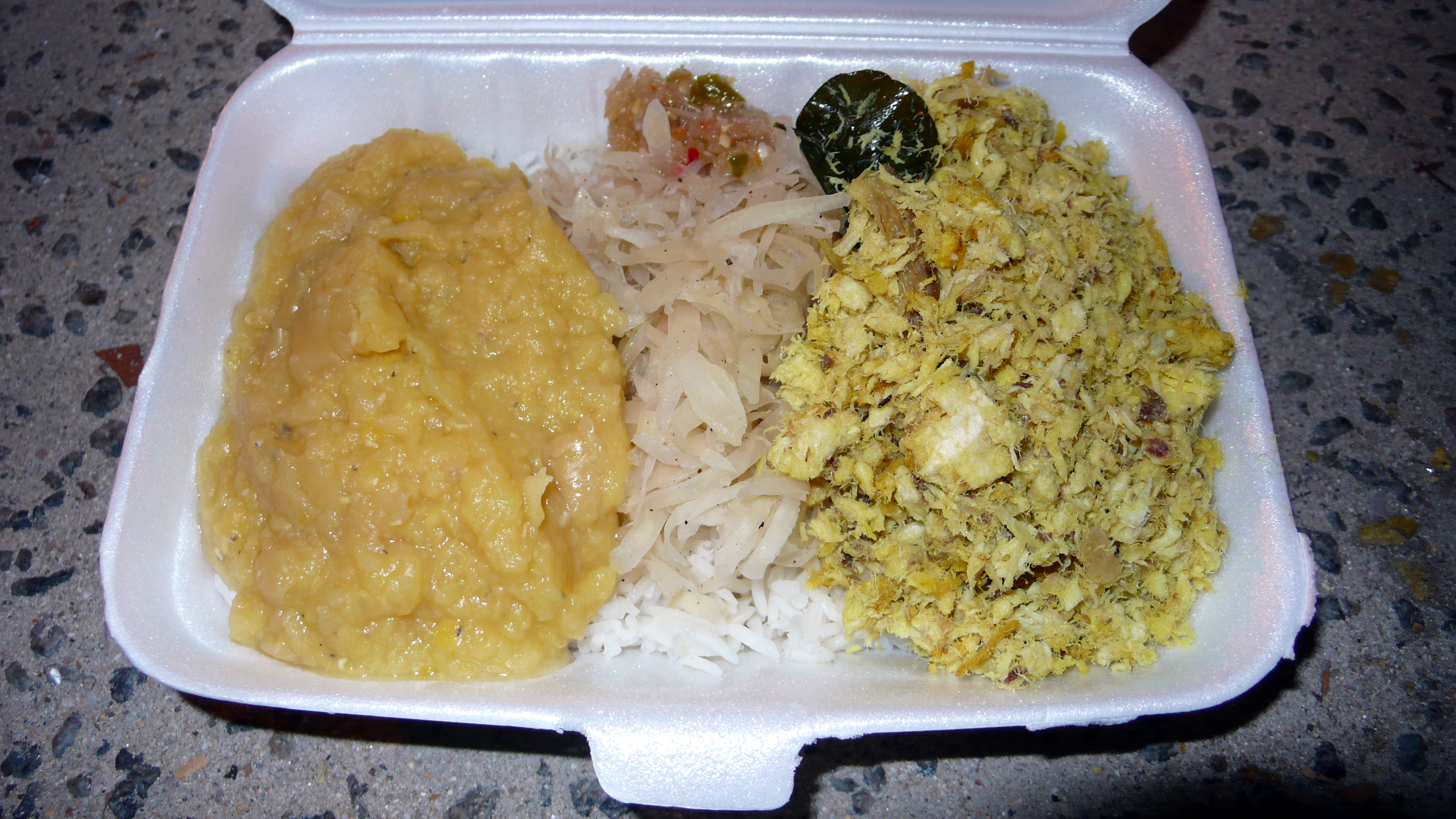
Chutney de tubarão (à direita), com lentilhas e mamão verde picado com arroz, em um mercado em Mahé, Seicheles.

Os alimentos básicos incluem pratos de peixe, marisco e marisco, frequentemente acompanhados com arroz. Os pratos de peixe são cozinhados de várias formas, como no vapor, grelhados, embrulhados em folhas de bananeira, assados, salgados e defumados.  Os pratos de curry com arroz também são um aspecto significativo da culinária do país.
Alimentos básicos adicionais incluem tubarão, fruta-pão, manga e peixe.
- Pratos de frango, como frango ao curry e leite de coco[3]
- Caril de coco[3]
- Dhal (lentilhas)[2]
- Caril de peixe[3]
- Arroz com açafrão[2]
- Frutas tropicais frescas[1][6]
- O ladob é comido como prato salgado ou como sobremesa. A versão sobremesa geralmente consiste em banana-da-terra madura e batata doce (mas também pode incluir mandioca, fruta - pão ou mesmo corossol) fervida com leite de coco, açúcar, noz-moscada e baunilha em forma de vagem até que a fruta fique macia e o molho seja cremoso.[7] O prato salgado costuma incluir peixes salgados, cozidos de maneira semelhante à sobremesa, com banana, mandioca e fruta-pão, mas com sal no lugar do açúcar (sem a baunilha).
- Dog, geralmente consiste em tubarão de pele fervido, finamente amassado e cozido com suco de bilimbi espremido e limão. É misturado com cebola e temperos, e a cebola é frita e é cozida no óleo.[7]
- Vegetais[3][6]

## Iguarias e pratos especiais
- O curry de morcego (Kari Sousouri) é considerado uma iguaria nas Seicheles.[1]
- Sopa de Espinafre, Bouyon Bred[3]
- Grelhado Burguês, Bourzoua Grille[3]
- Cari bernik[3]
- Pudim de mandioca[2]
- Chutney de Tubarão, Satiti Requin[3]
- Caril de coco[3]
- O morcego-da-fruta foi descrito como uma iguaria[3]
- Kat-kat banane[3]
- Salada de palmito, Salad Palmis. É preparada com coco[3]

## Bebidas
Água de coco e sucos naturais são algumas das bebidas da culinária das Seicheles.  As bebidas alcoólicas incluem o vinho de palma calou (ou kalou), o rum bakka e as cervejas produzidas no país, como Seybrew e Eku.  O vinho pode ser obtido na maioria dos restaurantes das Seicheles.

## Restaurantes
Há uma infinidade de restaurantes nas Seicheles com uma grande variedade de estilos, do casual ao requintado.

## Indústria alimentícia
A fábrica de processamento da empresa de atum do Oceano Índico é uma das maiores fábricas de conservas de atum do mundo.   Ele está localizado em Viitória, nas Seicheles.